# Łarysa Mychalczenko
Łarysa Anatolijiwna Mychalczenko, ukr. Лариса Анатоліївна Михальченко (ur. 16 maja 1963 w Kijowie) – ukraińska lekkoatletka specjalizująca się w rzucie dyskiem, uczestniczka letnich igrzysk olimpijskich w Seulu (1988). W czasie swojej kariery reprezentowała również Związek Socjalistycznych Republik Radzieckich oraz Wspólnotę Niepodległych Państw.

## Sukcesy sportowe
- dwukrotna mistrzyni ZSRR w rzucie dyskiem – 1986, 1991[1]

| Rok  | Miasto    | Zawody                      | Konkurencja  | Wynik         |
| ---- | --------- | --------------------------- | ------------ | ------------- |
| 1981 | Utrecht   | Mistrzostwa Europy juniorów | rzut dyskiem | brązowy medal |
| 1987 | Rzym      | Mistrzostwa świata          | rzut dyskiem | 7. miejsce    |
| 1988 | Seul      | Igrzyska olimpijskie        | rzut dyskiem | 10. miejsce   |
| 1991 | Tokio     | Mistrzostwa świata          | rzut dyskiem | brązowy medal |
| 1993 | Stuttgart | Mistrzostwa świata          | rzut dyskiem | 10 miejsce    |

## Rekordy życiowe
- rzut dyskiem – 70,80 – Charków 18/06/1988